# Mittageisen
Mittageisen war eine Dark-Wave-Gruppe der frühen 1980er Jahre aus der Schweiz.

## Geschichte
Der Name bezieht sich auf ein Lied von Siouxsie and the Banshees (veröffentlicht 1979 als Single), das wiederum durch die Fotomontage Hurrah, die Butter ist Alle! von John Heartfield aus dem Jahre 1934 inspiriert ist. Dieses Bild wurde als Titelblatt für die Arbeiter Illustrierten Zeitung vom 19. Dezember 1935 verwendet. Heartfield (1891–1968) war ein frühes Mitglied vom Club Dada, welcher 1916 als Cabaret Voltaire in Zürich startete. Das Bild mit dem Original-Titel Hurrah, die Butter ist alle zeigt eine Familie, welche Eisen verzehrt. Der Auslöser dazu war folgender Satz einer Göring-Rede: „Erz hat stets ein Reich stark gemacht, Butter und Schmalz haben höchstens ein Volk fett gemacht.“
Die Gruppe wurde 1981 von Bruno Waser (Synthesizer, Gesang) nach verschiedenen Aktivitäten im Bereich der Punkmusik (u. a. Produktion der ersten Swiss-Punk-LP „CRAZY“) initiiert. Die beiden anderen Gründungsmitglieder Daniel Schnüringer (Gitarre) und Markus Schulthess (Gitarre, Stimme) waren bis zu diesem Zeitpunkt ebenfalls in Punkbands aktiv. Kurz nach der Gründung komplettierte Ursula Sommerhalder als Bassistin die Gruppe, verliess jedoch mittageisen noch vor den Aufnahmen zum ersten Album im Herbst 1982. Zuvor nahmen mittageisen ein Demo-Tape mit sechs Stücken auf, welche neu eingespielt teilweise auf dem ersten Album veröffentlicht wurden.
Neben diversen Konzerten, unter anderen mit Bands wie Liliput, The Vyllies und Propaganda, wurde mittageisen vor allem durch die Veröffentlichung ihres ersten Albums im März 1983 zu einer der profiliertesten Schweizer New-Wave-Bands. Ihr Album wurde Platte der Woche der Sendung Sounds des Schweizer Radios und wurde in den entsprechenden Sendungen von Radiostationen in Deutschland und Holland oft gespielt.
Mittageisen entwickelte einen eigenen, originären Musikstil, in dem sich gemäss Kritikern Einflüsse von Joy Division, frühen The Cure und The Velvet Underground erkennen lassen. Neben der Musik überzeugten vor allem die deutschsprachigen, expressiven Texte von Bruno Waser.
Nach dem Weggang von Markus Schulthess und der Ergänzung um Manuela Heer (Synthesizer) veröffentlichte die Gruppe im Januar 1985 die Maxi-Single automaten mit einem für die damalige Zeit neuartigen Electrosound. Die Single fand den Weg in die John-Peel-Show auf BBC Radio 1 und avancierte zum Indie-Disco-Hit.
Nach letzten Aufnahmen wurde die Gruppe im Jahr 1986 aufgrund „musikalischer Differenzen“ aufgelöst. Bruno Waser veröffentlichte einige Jahre später unter dem Namen mittageisen v2 (heute mev2), die Single geld – arbeit, welche in zwei Auflagen mit unterschiedlichen Versionen veröffentlicht wurde. Bei der zweiten Auflage unterstützte ihn Marco Repetto (Grauzone), mit dem er in den frühen 1980er Jahren zusammen mit Paul Ott das Fanzine „Sondernummer“ publiziert hatte.

## Einfluss
2016 kreierte die Mode-Designerin Julia Seemann (welche u. a. für Vivienne Westwood und Meadham Kirchhoff in London arbeitete) die Capsule Collection 2016 als Tribute to Mittageisen. Die Kollektion wurde an der London Fashion Week 2016 präsentiert.
Die Skateboardfahrer von The Straight and Narrow produzierten 2016 in Zusammenhang mit der Wiederveröffentlichung der 12" automaten ein Skate-Video mit Ausschnitten von verschiedenen Mittageisen-Songs.
2014 wurde „automaten“ als einer der Top 20 Songs der 'CH Hall of Fame 80s' an der Ausstellung 'Oh Yeah! – Popmusik in der Schweiz' im Museum für Kommunikation, Bern präsentiert.

## Diskografie

### Singles
- 1985: automaten / neues china (7″ + 12″)
- 2016: automaten / neues china / automaten (radio edit) (12″)

### Kassette
- 1981: im niemandsland am ende des 20. jahrhunderts

### Alben
- 1983: mittageisen
- 1994: alles ist anders … nichts hat sich geändert
- 2008: 1981–1986 remastered (2CD)
- 2022: demo-tape 1981 remastered (MP3)
- 2024: 1983 remastered (MP3)

### Video
- 1995: automaten
- 2016: automaten (radio edit 2015)
- 2023: automaten (-6y edit)